# يوري مولدر
يوري مولدر (بالهولندية: Youri Mulder)‏ مواليد 23 مارس 1969 في إقليم بروكسل العاصمة، هو لاعب كرة قدم هولندي دولي سابق كان يلعب كمهاجم. اعتزل اللعب عام 2002. بدأ مسيرته الرياضية عام 1988.

## المسيرة الاحترافية

### أندية لعب لها
- تفينتي أنشخيدة
- شالكه 04

## روابط خارجية
- يوري مولدر على موقع IMDb (الإنجليزية)